# Apina
Apina là một chi bướm đêm thuộc họ Noctuidae.

## Các loài
- Apina callisto - Pasture Day Moth (Angas, 1847)

## Hình ảnh

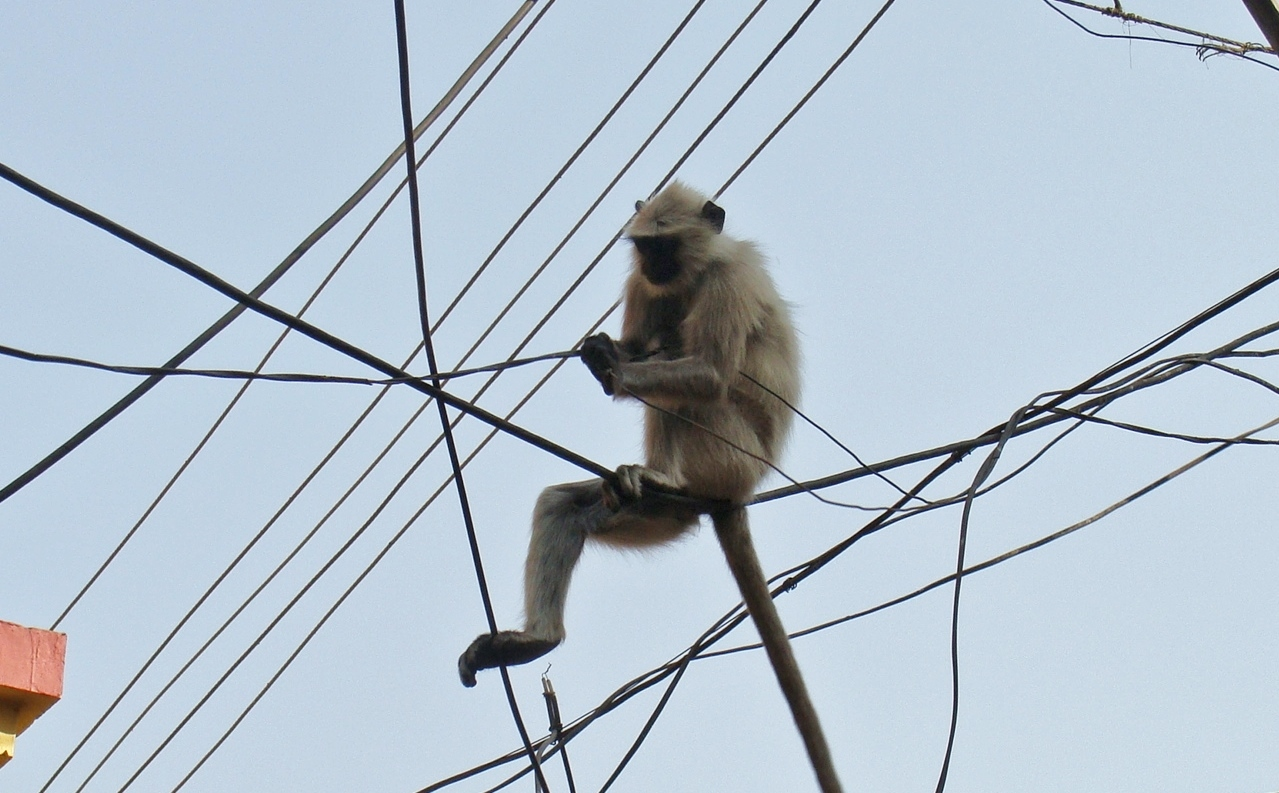
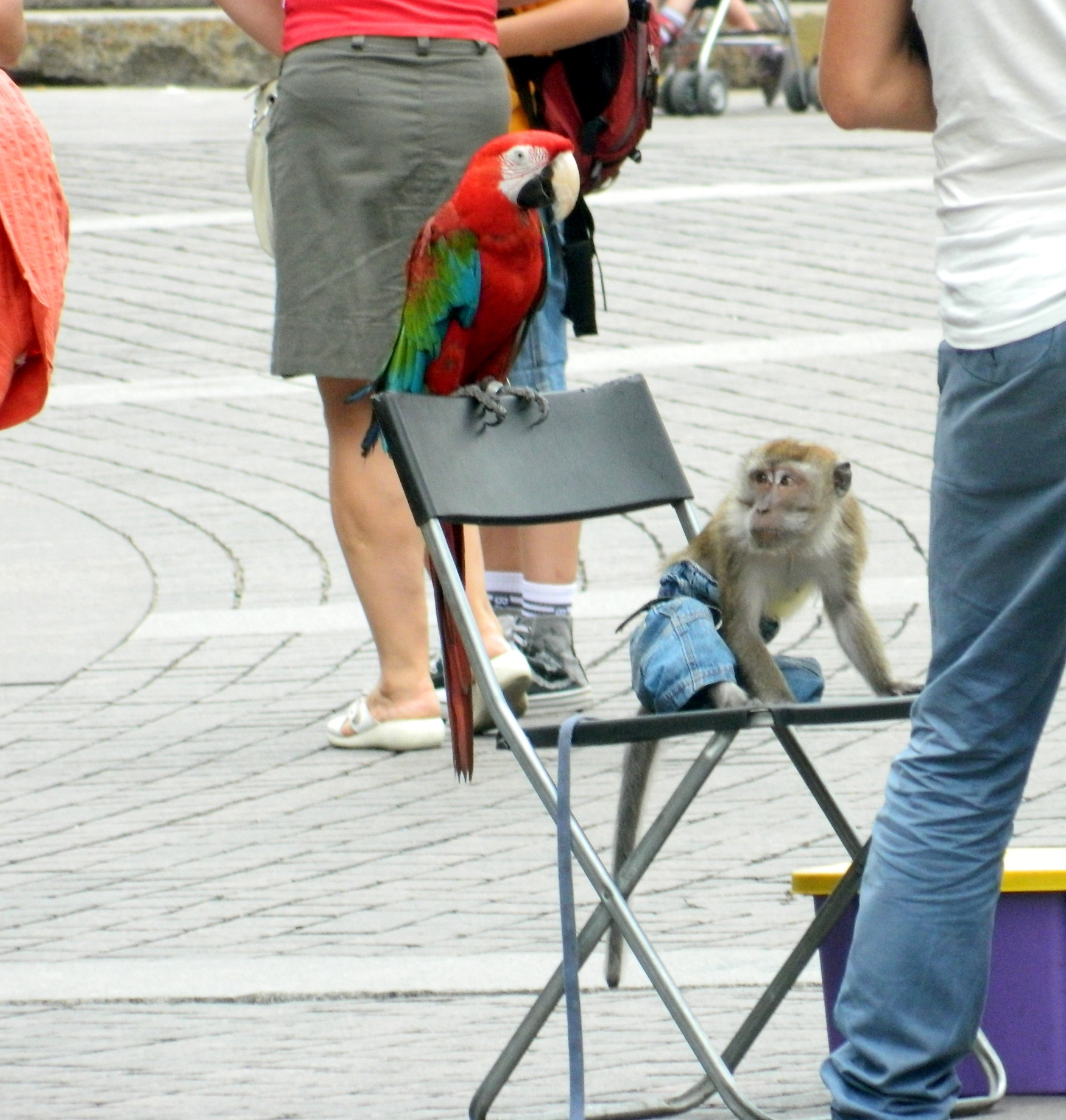
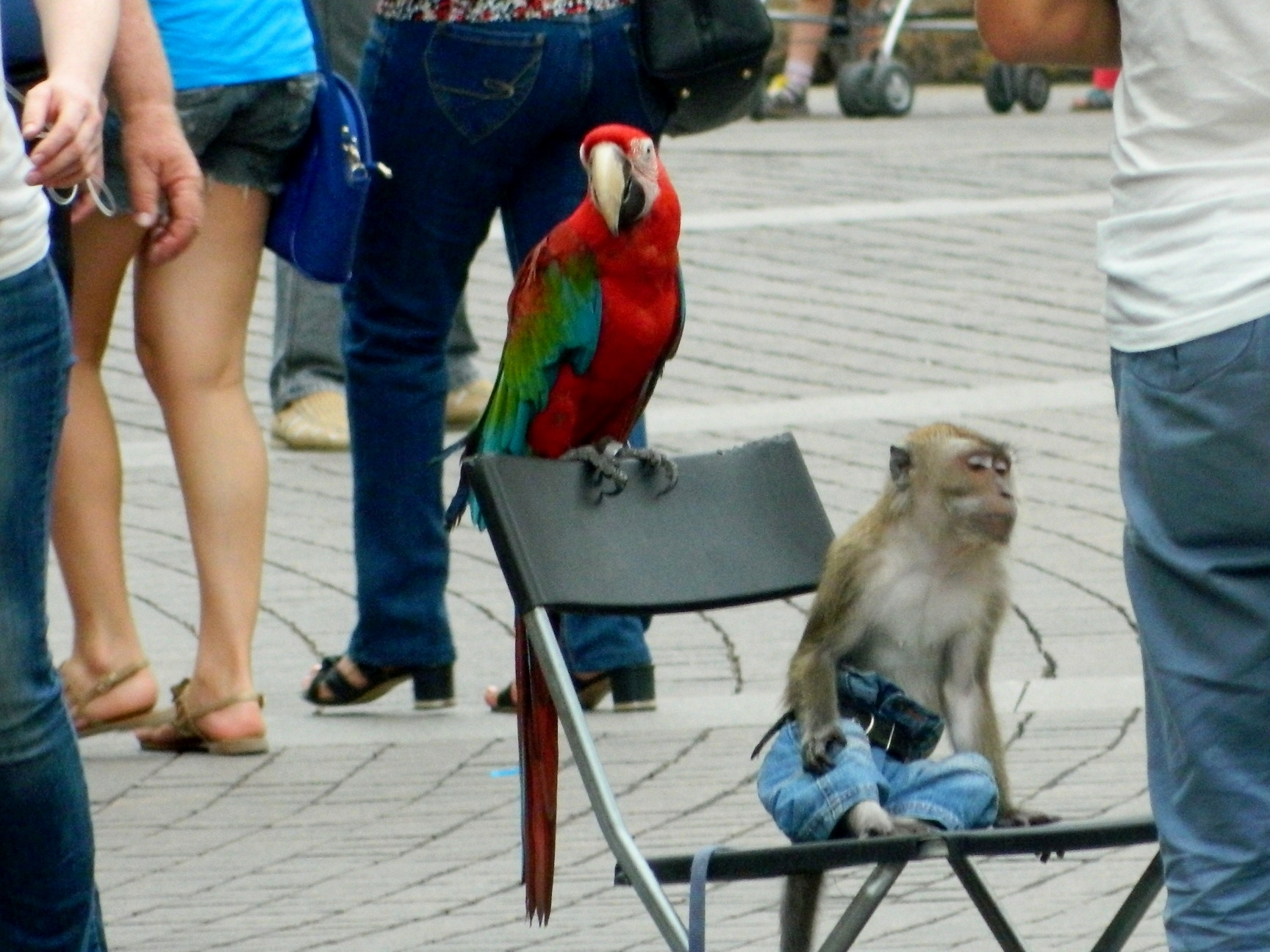